# Leszno
Leszno (pronunție în poloneză [ˈlɛʂnɔ] ⓘ) este un municipiu în Polonia.
Se află la o altitudine de 88 m deasupra nivelului mării. Are o suprafață de 31,9 km². Populația este de 61.791 locuitori, determinată în 31 martie 2021, prin recensământul polonez din 2021[*].